# Cylindrophis melanotus
Cylindrophis melanotus är en ormart som beskrevs av Wagler 1830. Cylindrophis melanotus ingår i släktet cylinderormar, och familjen Cylindrophiidae. Inga underarter finns listade i Catalogue of Life.
Denna orm förekommer på Sulawesi, Halmahera och på flera andra indonesiska öar i samma region.